# Gens Curiacia

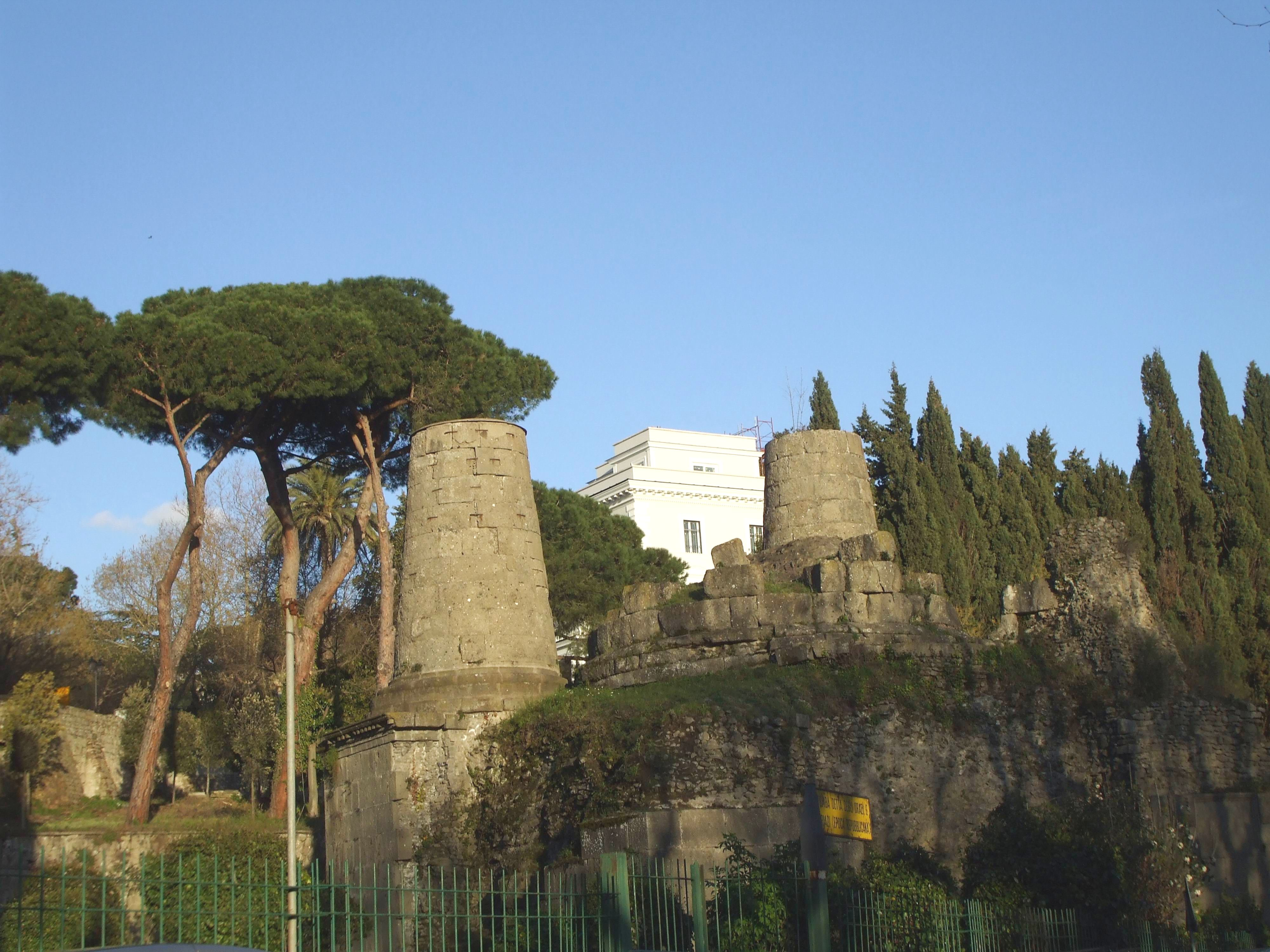
Albano Laziale, el llamado 'Sepulcro de los Horacios y Curiacios'".

La gens Curiacia fue una familia señalada de la Antigua Roma, con ambas ramas, patricia y plebeya. Miembros de esta gens son mencionados en conexión con el reinado de Tulio Hostilio, el tercer rey de Roma, durante el siglo VII a. C.. El primero de los Curiatii que logró un cargo significativo fue Publio Curiacio Fisto, llamado Trigeminus, que llegó al consulado en 453 a. C.. La gens continuó existiendo durante la República, y quizás hasta tiempo imperial, pero raramente sus miembros consiguieron destacar.

## Origen
La existencia de una gens patricia de este nombre está atestiguado por Tito Livio, quien expresamente menciona a los Curiatii entre las gentes nobles de Alba Longa, que después de la destrucción de su ciudad, fueron trasladados a Roma, y allí fueron recibidos entre los Patres. Esta opinión no es contradicha por el hecho que en 401 y 138 a. C. encontramos Curiatii que eran tribunos de la plebe, y consiguientemente plebeyos, porque este fenómeno contado aquí, como otros casos, se explica por la suposición que los plebeyos Curiatii eran descendientes de libertos de los patricios Curiatii, o que algunos miembros de la gens patricia habían pasado a ser plebeyos.
El origen albano de los Curiatii está también registrado en la historia de los tres Curiatii, quienes, en el reinado de Tulio Hostilio, lucharon con los tres hermanos romanos, los Horatii, y fueron vencidos por la astucia y bravura de uno de los Horatii, aunque algunos escritores describieron a los Curiatii como romanos y a los Horatii como albanos.

## Ramas y cognomina
El único cognomen de la gens en tiempo de la República es Fistus. El cónsul de 453 a. C. llevaba el apellido adicional Trigeminus, aludiendo a la leyenda de los tres Curiatii; el nombre puede ser traducido mejor como "triple".  Este nombre parece haber sido pasado a través de la familia, a pesar de que no está claro si su uso estuvo limitado a las familias patricias, o compartido por ambas ramas.